# Daihatsu
Daihatsu Motor Co., Ltd (ダイハツ工業株式会社 Daihatsu Kōgyō Kabushiki-gaisha?) es un fabricante de automóviles japonés con sede en Ikeda, prefectura de Osaka, Japón. Su producción consiste especialmente de los segmentos A y B.

## Historia
El origen de Daihatsu se remonta a la fábrica de motores de combustión interna Hatsudoki Seizo Co., fundada en Osaka en 1907, que produjo su primer vehículo de 3 ruedas en 1930 y en 1951 adoptó el nombre Daihatsu Motor Co. La participación de Toyota data de 1967 y en 1999 convirtió a Daihatsu en su subsidiaria.
- 1907: Se funda como Hatsudoki Seizo Co., Ltd.
- 1951: Cambia de nombre: Daihatsu Motor Co., Ltd.
- 1967: Comienza la cooperación con la Toyota.
- 1977: Daihatsu lanza al mercado el Charade.
- 1988: Daihatsu USA lanza el Rocky.
- 1992: Daihatsu USA cierra en febrero.
- 1995: Daihatsu lanza su mítico Charade GTti, con su motor 1.0 de 12 válvulas, doble árbol de levas, un turbo de 0.75 bar capaz de llevarlo hacia los 190Km/h.
- 1999: Se convierte en subsidiaria de la Toyota Motor Corporation.
- 2005: Se ensambla el Camión Daihatsu Delta en Sofasa, Colombia.
- 2010: Se retira la línea de ensamblaje de las instalaciones de SOFASA, y ahora es de propiedad en conjunto entre el grupo Mitsui y Praco-DIDACOL.

## Actualidad
En el año 2004, Daihatsu fabricó 965.295 automóviles (incluyendo vehículos comerciales), un incremento de 7,6 % con respecto a los 897.116 del ejercicio anterior. Un 90% de la producción de Daihatsu corresponde a mini autos con menos de 660 cc de cilindrada destinados a su mercado doméstico y a otros países asiáticos aprovechando que esta categoría tiene un tratamiento tributario preferencial en Japón. También fabrica algunos modelos comerciales ligeros.
Daihatsu pertenece al Grupo Toyota (que es propietario del 51,6 % de las acciones) el mayor fabricante del mundo. Se especializa en la producción de automóviles de pequeño formato, alto rendimiento y emisiones muy bajas. En alianza con Toyota, Daihatsu ensambla automóviles en Colombia, China, Indonesia, Malasia, Vietnam, Pakistán y Venezuela. También investiga y desarrolla tecnologías alternativas al motor convencional. Ha presentado prototipos HVS (automóvil híbrido deportivo) basados en la tecnología híbrida de combinar un motor eléctrico con uno de combustión interna.
Los modelos más conocidos de Daihatsu fuera de su mercado doméstico son el Cuore/Move/Mira (segmento A), el Charade y el Sirion (segmento B), el descapotable Copen y el vehículo todoterreno Terios.
Para el final de 2016 Daihatsu se retira del mercado chileno después de vender exclusivamente todoterreno Terios, que posteriormente se  comercializaría como Toyota Rush. Esta retirada fue emblemática ya que la marca Daihatsu gozó de un boom de ventas en los años 80 siendo recordada hasta la actualidad como una marca confiable y económica.
El 31 de marzo de 2005 Toyota anunció el retiro de Daihatsu del mercado australiano, después de que las ventas disminuyeran severamente. Las ventas bajaron a un tercio hasta ahora en 2005, de 816 a sólo 541 vehículos, a pesar de que el mercado de automóviles nuevos en Australia creció un 7%. Daihatsu dejó de vender sus modelos en marzo de 2006, después de haber estado en el mercado australiano por casi cuarenta años.
En el 2006 vuelve al mercado chileno el todoterreno Terios, esta vez a manos de Toyota quien compró la representación al antiguo distribuidor y vende desde entonces los vehículos de Daihatsu en sus propios concesionarios.
En el 2007 Daihatsu fabricó 856.200 vehículos, 21,1% menos que en el 2006. De este total, 711.600 fueron automóviles de pasajeros y 144.600 vehículos comerciales.
Ese mismo año Daihatsu regresa a Chile de la mano de Toyota para comercializar los modelos Terios Wild, Terios Advantage, Copen, Sirion y Cuore, sin embargo solo arribó al país sudamericano el Terios en sus 2 variantes y el Copen que a menos de un año de su comercialización fue retirado del mercado.
En 2016 Toyota compra los activos restantes de Daihatsu y por lo tanto convierte a Daihatsu en una subsidiaria de su propiedad total.
La producción y ventas de la marca han ido notablemete en descenso a nivel mundial en la última década. A partir de 2023, la presencia de Daihatsu se ha limitado a Japón e Indonesia bajo la marca Daihatsu, y en  Malasia bajo la marca Perodua, donde la empresa cuenta con importantes recursos de investigación y desarrollo, instalaciones de fabricación y operaciones de ventas.
A partir de 2021, Daihatsu representa únicamente el cuatro por ciento de las ventas totales de vehículos de Toyota Group.

## Modelos de automóviles

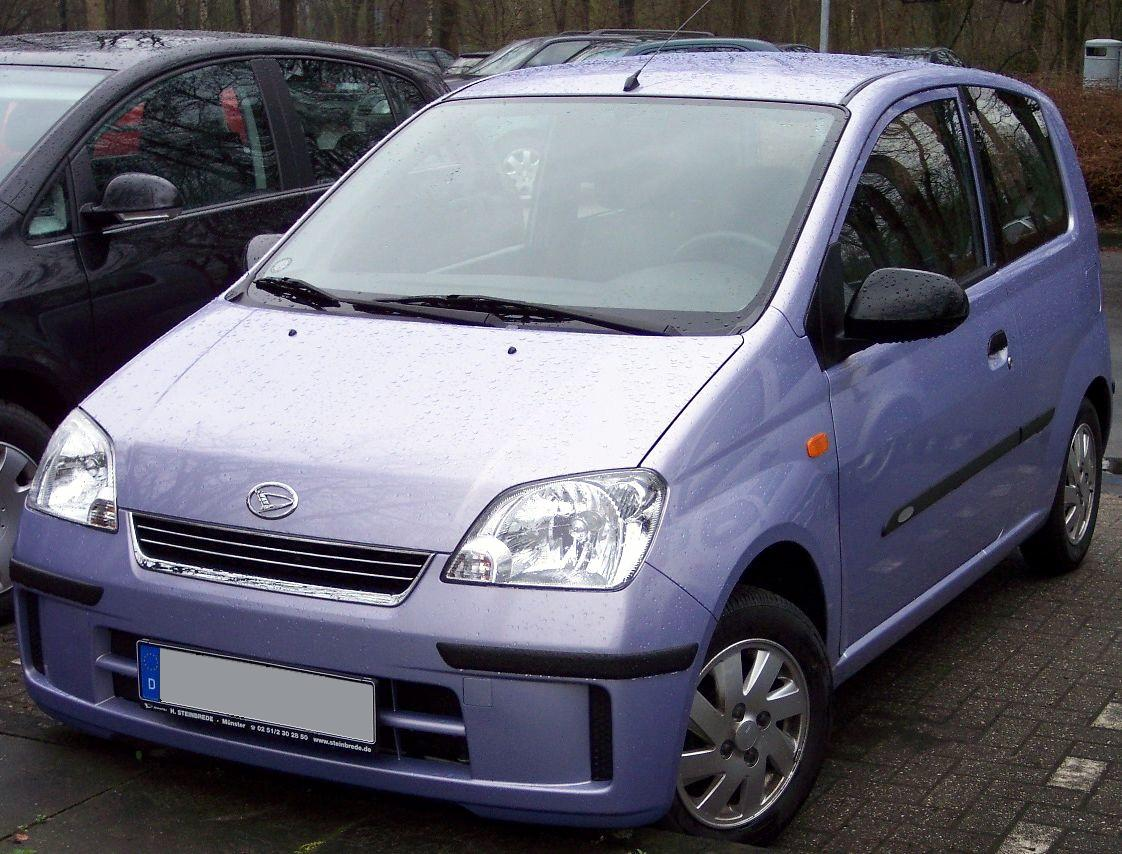
Cuore de 2005

| - Altis - Applause - Charmant - Charade - Cuore - Compagno - Copen - Consorte - Delta - Fellow Max - Feroza - Gran Max - Materia | - Midget - Mira - Hijet - Pyzar - Move - Naked - Rocky - Sirion - Taft - Terios - Xenia - YRV - Zebra |

## Plantas
- Ikeda (Osaka), también casa matriz.
- Ryūō (Shiga)
- Taka (Hyōgo)
- Ōyamazaki (Kioto)
- Cumaná (Sucre), Venezuela (solamente se ensambla la camioneta Terios y comparte la planta con Toyota).